# Liste der Hospize in Tirol
Die Liste der Hospize in Tirol umfasst alle stationären Hospize, Palliativstationen und Heime mit Hospizkultur im österreichischen Bundesland Tirol. Die Koordination Hospiz- und Palliativversorgung Tirol und die Tiroler Hospiz-Gemeinschaft sind die Koordinations- und Anlaufstellen für alle Fragen zum Thema Hospiz und Palliative Care in Tirol.

## Liste
| Name                                                                               | Gemeinde           | Adresse Geokoordinaten       | Träger                                                                 | Typ                   | Foto       |
| ---------------------------------------------------------------------------------- | ------------------ | ---------------------------- | ---------------------------------------------------------------------- | --------------------- | ---------- |
| Hospiz- und Palliativstation Hall                                                  | Hall in Tirol      | Milser Straße 23             | Tiroler Hospiz-Gemeinschaft, ein Verein der Caritas                    | Palliativstation      |            |
| Palliativeinheit der Inneren Medizin am Bezirkskrankenhaus Schwaz                  | Schwaz             | Swarovskistraße 1–3          | Bezirkskrankenhaus Schwaz Betriebsgesellschaft m.b.H.                  | Palliativstation      | BKH Schwaz |
| Landeskrankenhaus Hochzirl – Natters                                               | Natters            | In der Stille 20             | Tirol Kliniken GmbH                                                    | Palliativstation      |            |
| Palliativeinheit der Inneren Medizin am Bezirkskrankenhaus Kufstein                | Kufstein           | Endach 27                    | Gemeindeverband A. ö. Bezirkskrankenhaus Kufstein                      | Palliativstation      |            |
| Palliativeinheit der Inneren Medizin am Bezirkskrankenhaus Lienz                   | Lienz              | Emmanuel von Hibler Straße 5 | Gemeindeverband Bezirkskrankenhaus Lienz                               | Palliativstation      | BKH Lienz  |
| Innsbrucker Soziale Dienste, Wohnheim Lohbach                                      | Innsbruck          | Technikerstraße 84           | Innsbrucker Soziale Dienste GmbH                                       | Heim mit Hospizkultur |            |
| Gesundheitsdienste Völs                                                            | Völs               | Bahnhofstraße 19             | ARGE Tiroler Altenheime                                                | Heim mit Hospizkultur |            |
| Wohn- und Pflegeheim der Gemeinde Wildschönau                                      | Oberau             | Kirchen 400                  | Gemeinde Wildschönau                                                   | Heim mit Hospizkultur |            |
| Sozialzentrum Sölden, Wohn- und Pflegeheim                                         | Sölden             | Granbichlstraße 36           | Gemeinde Sölden                                                        | Heim mit Hospizkultur |            |
| Alten- und Pflegeheime der Barmherzigen Schwestern Innsbruck, Heim Via Claudia     | Nassereith         | Karl-Mayr-Straße 12          | Alten- und Pflegeheime der Barmherzigen Schwestern Innsbruck GmbH      | Heim mit Hospizkultur |            |
| Alten- und Pflegeheime der Barmherzigen Schwestern Innsbruck, Heim Santa Katharina | Ried im Oberinntal | Klostergasse 1               | Alten- und Pflegeheime der Barmherzigen Schwestern Innsbruck GmbH      | Heim mit Hospizkultur |            |
| Bezirkspflegeheim Haus Ehrenberg                                                   | Ehenbichl          | Krankenhausstraße 40         | Gemeindeverband Bezirkspflegeheim mit allen 37 Gemeinden des Außerfern | Heim mit Hospizkultur |            |